# Werner Hochbaum
Werner Paul Adolf Hochbaum (* 7. März 1899 in Kiel; † 15. April 1946 in Potsdam) war ein deutscher Filmregisseur.

## Leben
Seit 1927 beschäftigte sich Werner Hochbaum, zunächst als Kritiker, mit dem Film. In eigener Produktion drehte er 1929 den proletarischen Film Brüder. Der durch seine nach sowjetischem Vorbild geprägte Montage bemerkenswerte Film war zu seiner Zeit schnell in Vergessenheit geraten und wurde erst in jüngerer Zeit wieder zugänglich gemacht. Er gilt als wichtiges Dokument der Arbeiterkultur der ausgehenden 1920er Jahre. Im April 1930 gründete er gemeinsam mit seiner Ehefrau Martha Schmüser, geb. Gerdau, die Werner Hochbaum Filmproduktion GmbH (1930–1932) in Hamburg. Nach zwei Wahlpropagandafilmen für die SPD war sein zweiter Spielfilm 1932 Razzia in St. Pauli, wie auch schon sein Vorgänger in Hamburg spielend. Der Film wurde 1933 von der nationalsozialistischen Filmzensur verboten. Hochbaum inszenierte 1933 im Nachdreh einige Szenen für Heinrich Georges Regiedebüt Schleppzug M 17 und führte Regie bei Morgen beginnt das Leben mit Erich Haußmann, der zugleich Hauptdarsteller und Produzent war.
Hochbaum fand danach nur in Österreich Arbeit. Hier stellte er mit Vorstadtvarieté, basierend auf dem Theaterstück Der Gemeine von Felix Salten, zugleich einen der zeitkritischsten und formal exponiertesten Filme jener Zeit her. Nach dem großen Erfolg seines Ärztefilms Die ewige Maske (1935), in dem Hochbaum technischen Möglichkeiten wie Montagen, Bauten, Kamera- und Kopiertricks nutzte, um die komplexen Beziehungen zwischen Leben und Tod zu visualisieren, konnte er jedoch vorübergehend wieder in Deutschland arbeiten. 1939 sollte er den Nationalsozialisten ein filmisches „Treuebekenntnis“ abliefern. Der Film Drei Unteroffiziere (1939), ein Loblied auf soldatisches Pflichtbewusstsein, sollte von ihm inszeniert werden. Er nützte sein künstlerisches Talent allerdings dazu, die Alternativen zur unhinterfragten Erfüllung soldatischer Pflicht, nämlich Liebe und persönliches Glück als Lebenswerte, stärker hervorzuheben. Die Soldaten wurden privater und manchmal orientierungslos dargestellt. Dem Film wurde somit seine propagandistische Wirkung entzogen, was den Auftraggebern nicht entging. Er wurde aus der Reichsfilmkammer ausgeschlossen und zum Kriegsdienst eingezogen. Aus gesundheitlichen Gründen wurde er noch vor Kriegsende entlassen. Sein Engagement beim Aufbau der Filmindustrie nach Kriegsende fand nach nur einem Film ein jähes Ende, als er am 15. April 1946, durch Hunger und Krankheit geschwächt, an einem langjährigen Lungenleiden starb.
Werner Hochbaum war in erster Ehe mit der Tänzerin Margarethe Auguste Küchenmeister (1892–1922) verheiratet.

## Filmografie
- 1928: Vorwärts (Kurz-Dokumentarfilm) – Vera-Filmwerke
- 1929: Brüder (auch Drehbuch und Produktion)
- 1929: Zwei Welten (Wahlfilm für SPD; auch Drehbuch und Produktion)
- 1929: Wille und Werk (Wahlfilm für SPD; auch Drehbuch und Produktion)
- 1932: Razzia in St. Pauli (auch Drehbuch; 1933 verboten) – Innenaufnahmen im Filmatelier der Vera-Filmwerke
- 1932: Besserer Herr gesucht zwecks... (Kurzspielfilm; auch Drehbuch)
- 1932: Die Seemannsbraut (unvollendet)[3]
- 1933: Schleppzug M 17 – 3 Tage Nachdreh
- 1933: Menschen im Sturm (deutsche Fassung des ungarischen Films Itel a Balaton)
- 1933: Morgen beginnt das Leben
- 1934: Vorstadtvarieté (Österreich; auch Co-Drehbuch)
- 1935: Die ewige Maske (Österreich/Schweiz; auch Co-Drehbuch)
- 1935: Leichte Kavallerie (Deutschland)
- 1935: Cavalerie légère (französische Version von Leichte Kavallerie)
- 1936: Der Favorit der Kaiserin (auch Co-Drehbuch)
- 1936: Schatten der Vergangenheit (Österreich)
- 1936: Hannerl und ihre Liebhaber (auch unter dem Titel: Saison in Grinzing; Österreich)
- 1937: Man spricht über Jacqueline (auch Co-Drehbuch)
- 1938: Ein Mädchen geht an Land (auch Co-Drehbuch)
- 1939: Drei Unteroffiziere
- 1940: Donauschiffer (Co-Drehbuch, ungenannt)
- 1945: Befreite Musik (Co-Produktion)
- 1945: Dob, der Stallhase (Zeichentrickfilm; Co-Produktion)

## Auszeichnungen
- 1935: Medaille für die beste psychologische Studie bei den Internationalen Filmfestspielen von Venedig für Die ewige Maske
- 1937: Best Foreign Film bei den National Board of Review Awards für Die ewige Maske